# Vadu Crișului (gmina)
Vadu Crișului – gmina w Rumunii, w okręgu Bihor. Obejmuje miejscowości Birtin, Tomnatic, Topa de Criș i Vadu Crișului. W 2011 roku liczyła 4009 mieszkańców.